# Melinda Czink
Melinda Czink (Budapeste. 22 de outubro de 1982) é uma tenista profissional húngara, seu melhor ranking foi número 37 do mundo na WTA.

## Ligações Externas
- Perfil na WTA